# Hubert Marie Paul de Guillebon
Hubert de Guillebon, né le 19 novembre 1909 à Paris (16e) et mort le 19 octobre 1991 à Neuilly-sur-Seine, est un militaire français, officier des Forces françaises libres.

## Biographie
Officier de réserve, il s'engage dans les FFL en juillet 1940 à Londres.
Capitaine à la 1ère brigade française libre en Libye, chef du groupe d'exploitation n°1 (GE.1), unité d'intendance créée à la fin de 1940 au profit des FFL en Afrique équatoriale française. 
Sa première mission opérationnelle lui a été confiée lors de l’installation des FFL au Soudan anglo-égyptien, sur les bords de la Mer Rouge. Dans un environnement désertique, celle-ci consista à maintenir un flux régulier de ravitaillement entre Free Town en Sierra Léone et Port-Soudan via Durban en Afrique du Sud. Les distances, l’étirement des routes logistiques et un terrain particulièrement difficile.
Après avoir participé aux opérations de Syrie, le GE.1 est dirigé vers la Libye. En janvier 1942, il est engagé à la passe d’Halfaya, puis en février, la 1ère brigade française libre, aux ordres du général Koenig, se voit confier le secteur de Bir-Hakeim. Le capitaine de Guillebon participe à la bataille de Bir Hakeim, au cours de laquelle il assure le ravitaillement de la 1ère brigade française libre. Le GE.1 fut l’un des acteurs logistiques de ces combats en assurant avec succès une mission de ravitaillement difficile en vivres et en eau et ce jusqu’à l’épuisement des stocks le 10 juin. Un dépôt de 35 000 rations avait en effet été aménagé au cœur du dispositif de défense et furent gérées au plus près. Pour l’eau, seuls deux litres purent être distribués par homme et par jour pendant les combats.
Par la suite, le GE.1 participe à la bataille d’El-Alamein et à la campagne de Tunisie qui s’achève par la prise de Tunis en juin 1943.
Il est ensuite engagé en Italie, amalgamé aux troupes venant d’Afrique du Nord, en France, lors des combats de la Libération, et enfin de nouveau dans le nord de l’Italie jusqu’en mai 1945.

## Source
- http://francaislibres.net/liste/fiche.php?index=72804